# Light & Magic
Light & Magic — другий студійний альбом британського електропопа-гурта Ladytron. Виданий 17 вересня 2002 року на Emperor Norton Records. Альбом є більш танцювальний у порівнянні з попередньою платівкою гурту. Більш рання версія пісні NuHorizons з'явилась у 2000 на синглі The Way That I Found You під назвою Holiday 601.

## Список пісень
Всі пісні написані учасниками гурта Ladytron окрім випадків де зазначено інше.
1. "True Mathematics" – 2:22
2. "Seventeen" – 4:38
3. "Flicking Your Switch" – 3:26
4. "Fire" – 2:49
5. "Turn It On" – 4:46
6. "Blue Jeans" – 4:13
7. "Cracked LCD" – 2:32
8. "Black Plastic" – 4:17
9. "Evil" – 5:34
10. "Startup Chime" – 3:31
11. "NuHorizons"  – 4:03
12. "Cease2xist" – 4:37
13. "Re:agents" – 4:53
14. "Light & Magic" – 3:35
15. "The Reason Why" – 4:14; Через дві хвилини після закінчення пісні починається USA vs. White Noise (Album Version) у вигляді схованного треку – 2:17

## Бонус треки
20 липня 2004 року вийшла перевидана версія альбому з чотирма бонусними треками.
1. "Seventeen" (Soulwax mix) – 4:26
2. "Cracked LCD" (live in Sofia) – 2:55
3. "Light & Magic" (live in Sofia) – 3:23
4. "Evil" (Pop Levi mix) – 3:13

## Чарти
| Чарт (2002)                | Найвища позиція |
| -------------------------- | --------------- |
| U.S. Top Heatseekers       | 31              |
| U.S. Top Electronic Albums | 7               |
| U.S. Independent Albums    | 24              |